# Échirolles

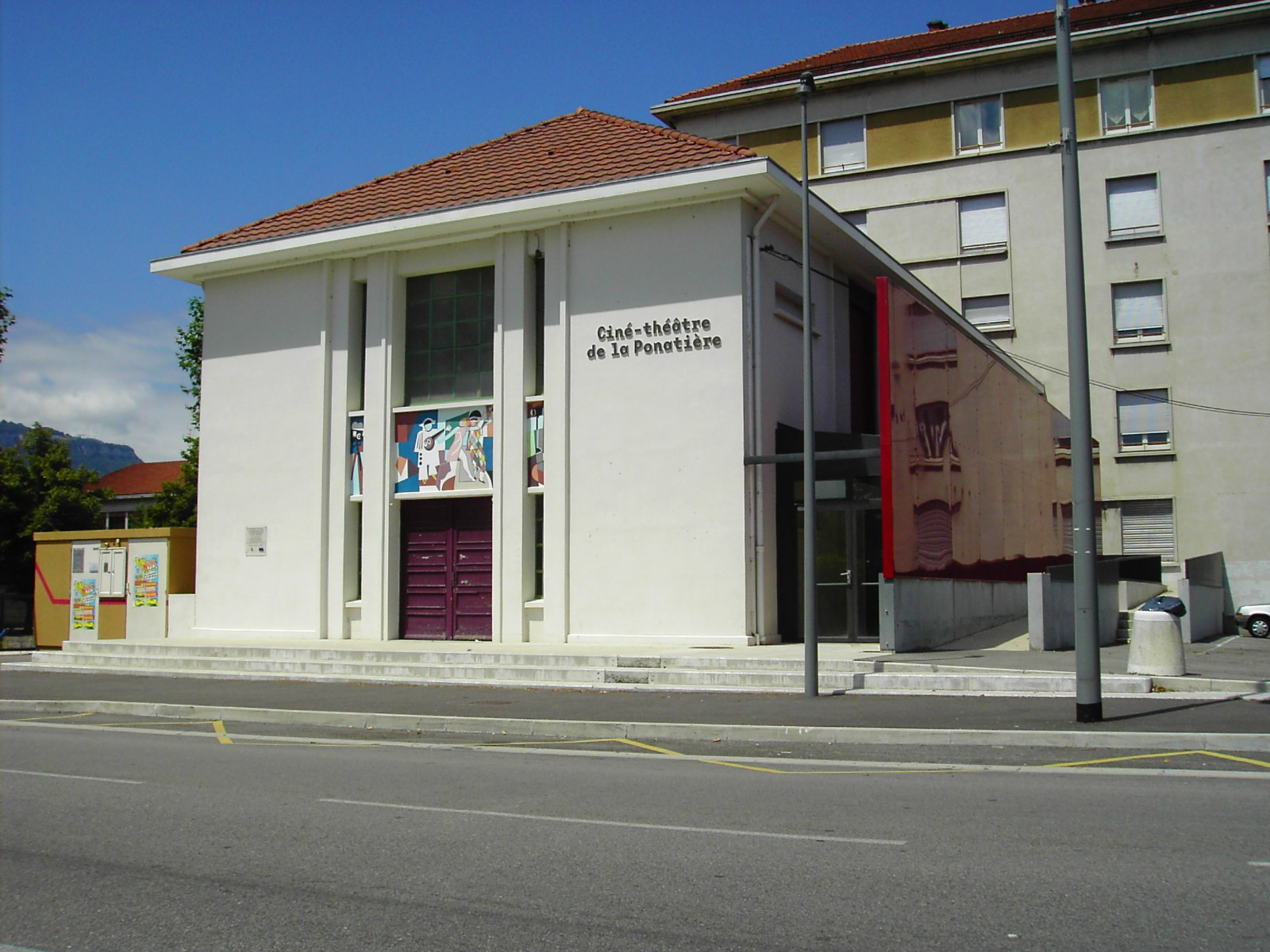
Ciné-Théatre Ponatière

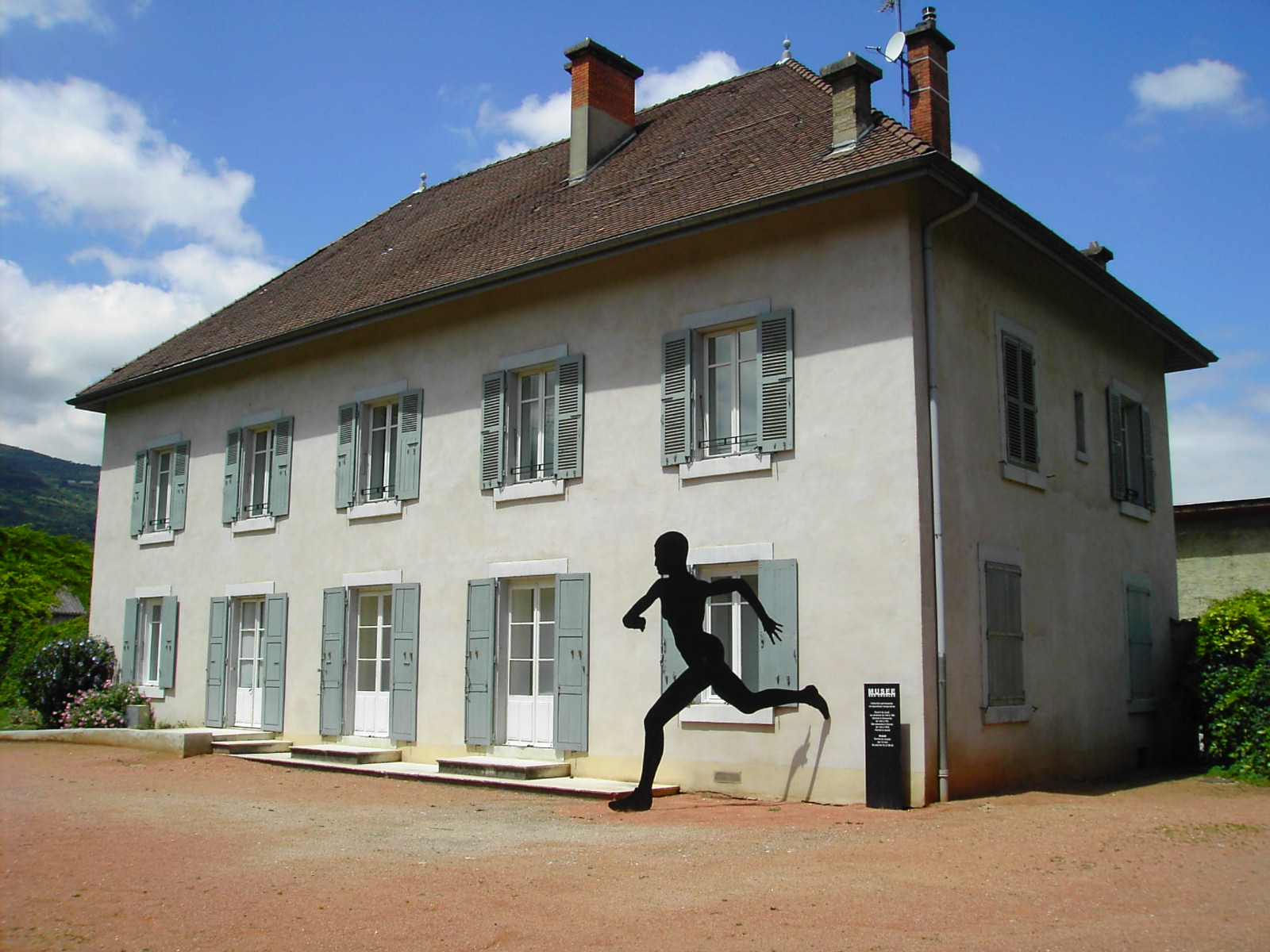
Géo-Charlesmuseet

Échirolles är en kommun i departementet Isère i regionen Auvergne-Rhône-Alpes i sydöstra Frankrike. År 2022 hade Échirolles 36 708 invånare.

## Befolkningsutveckling
Antalet invånare i kommunen Échirolles
Referens:INSEE